# Lijst van burgemeesters van Sevenum
Dit is een lijst van burgemeesters van de voormalige Nederlandse gemeente Sevenum in de provincie Limburg. In 1836 werd Sevenum afgescheiden van Horst. Op 1 januari 2010 is Sevenum samengegaan met de gemeente Horst aan de Maas en een deel van de gemeente Meerlo-Wanssum. De nieuwe gemeente heet Horst aan de Maas.
| Ambtsperiode | Naam burgemeester      | Partij of stroming | Bijzonderheden                                   |
| ------------ | ---------------------- | ------------------ | ------------------------------------------------ |
| 1836? - 1847 | Pieter (P.) Everts     |                    | vanaf 1830 al burgemeester van Horst             |
| 1848 - 1880  | P.S. Everts            |                    | zoon van voorganger                              |
| 1880 - 1902  | P.H. Everts            |                    | tevens burgemeester van Grubbenvorst (1879-1902) |
| 1902 - 1923  | H.M.G. Everts          |                    | Broer van P.H.                                   |
| 1923 - 1960  | Willem (W.P.) Everts   |                    | Zoon van P.H.                                    |
| 1960 - 1970  | Toon (A.L.G.) Steeghs  | KVP                |                                                  |
| 1970 - 1982  | Jan (J.I.M.) Reuser    | KVP / CDA          |                                                  |
| 1982 - 1992  | Rob (R.J.) Persoon     | CDA                |                                                  |
| 1992 - 1994  | Aad (A.H.) Meijer      | CDA                |                                                  |
| 1995 - 2001  | Will (W.J.G.) Geraedts | CDA                |                                                  |
| 2001         | Hubert (H.G.) Vos      | CDA                | waarnemend                                       |
| 2001 - 2009  | Paul (P.) Mengde       | PvdA               |                                                  |